# Neustadt bei Coburg

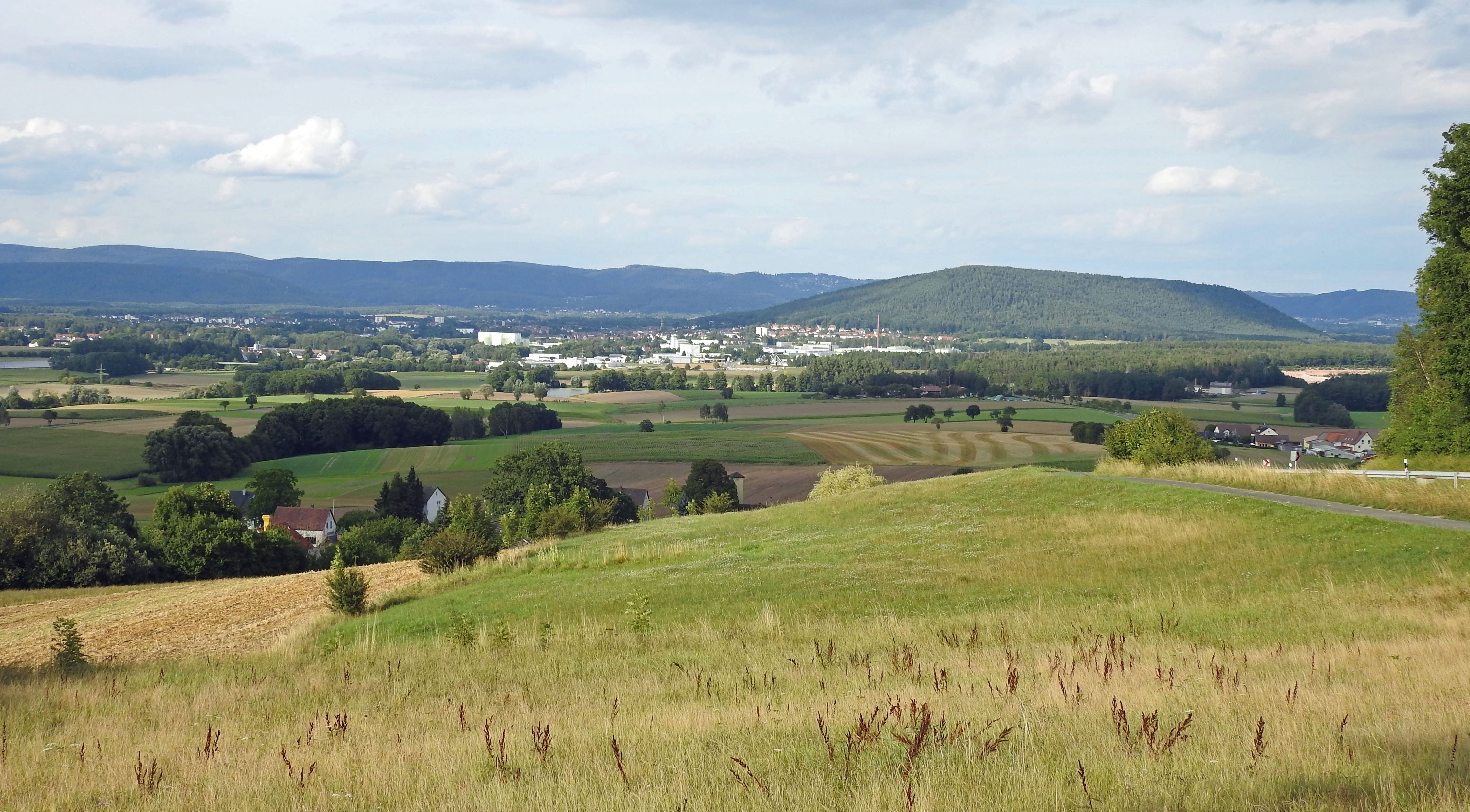
Neustadt bei Coburg von Süden

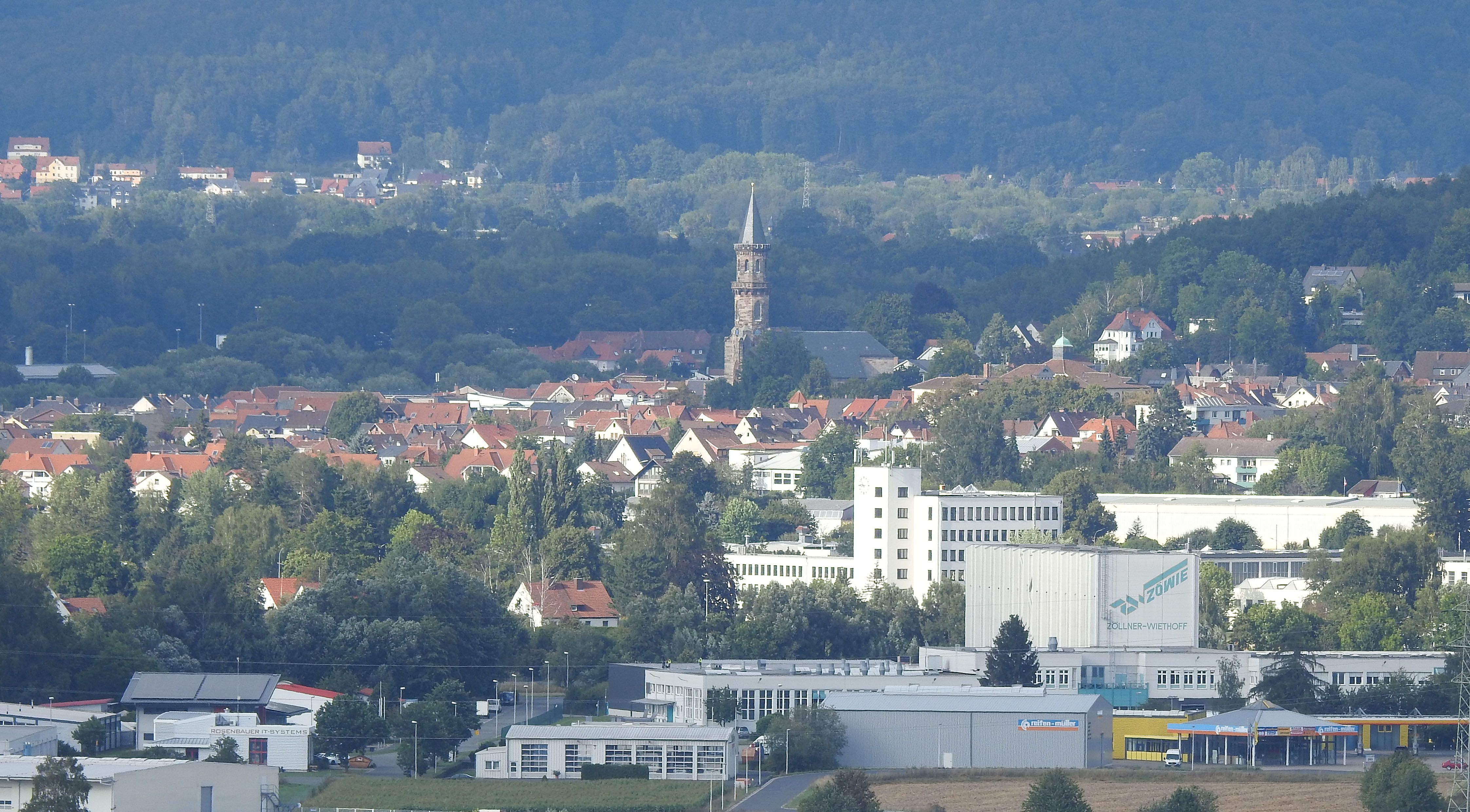
Innenstadt von Süden

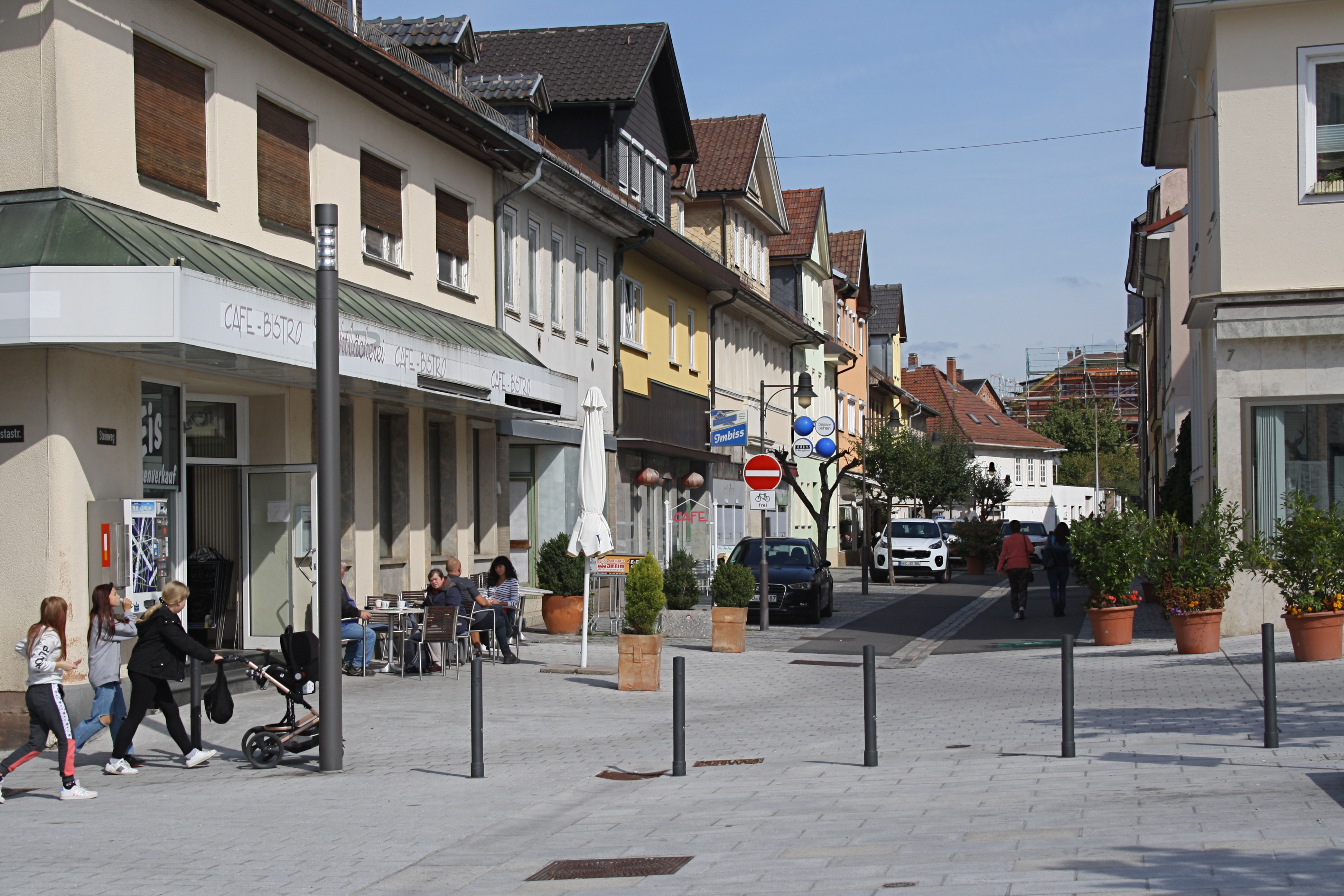
Mündung des Steinwegs in den Marktplatz

Neustadt bei Coburg (amtlich: Neustadt b.Coburg), früher Neustadt an der Heyde, ist eine Große Kreisstadt im oberfränkischen Landkreis Coburg. Sie bildet mit der unmittelbar angrenzenden thüringischen Partnerstadt Sonneberg eine geografisch und ökonomisch zusammenhängende urbane Einheit in der Metropolregion Nürnberg. Die erste Nennung als Stadt erfolgte 1316.

## Geografie

### Geografische Lage
Die Stadt liegt im Nordosten des Landkreises Coburg im Obermainischen Hügelland an den südlichen Ausläufern des Frankenwaldes, zu Füßen des Neustadter „Hausberges“, des Muppberges, eines 515,5 Meter hohen Zeugenberges. Durch die Kernstadt fließt die Röden, durch östliche Gemeindeteile die Steinach.

### Stadtgliederung
Die Stadt Neustadt bei Coburg hat 22 Gemeindeteile (in Klammern ist der Siedlungstyp angegeben):
- Aicha (Dorf)
- Birkig (Dorf)
- Boderndorf (Dorf)
- Brüx (Dorf)
- Ebersdorf (Dorf)
- Fechheim (Pfarrdorf)
- Fürth a.Berg (Dorf)
- Haarbrücken (Pfarrdorf)
- Höhn (Kirchdorf)
- Horb b.Fürth a.Berg (Dorf)
- Kemmaten (Dorf)
- Ketschenbach (Stadtteil)
- Meilschnitz (Dorf)
- Mittelwasungen (Dorf)
- Neustadt b.Coburg (Hauptort)
- Plesten (Dorf)
- Rüttmannsdorf (Dorf)
- Thann (Dorf)
- Unterwasungen (Dorf)
- Weimersdorf (Dorf)
- Wellmersdorf (Dorf)
- Wildenheid (Pfarrdorf)

## Geschichte

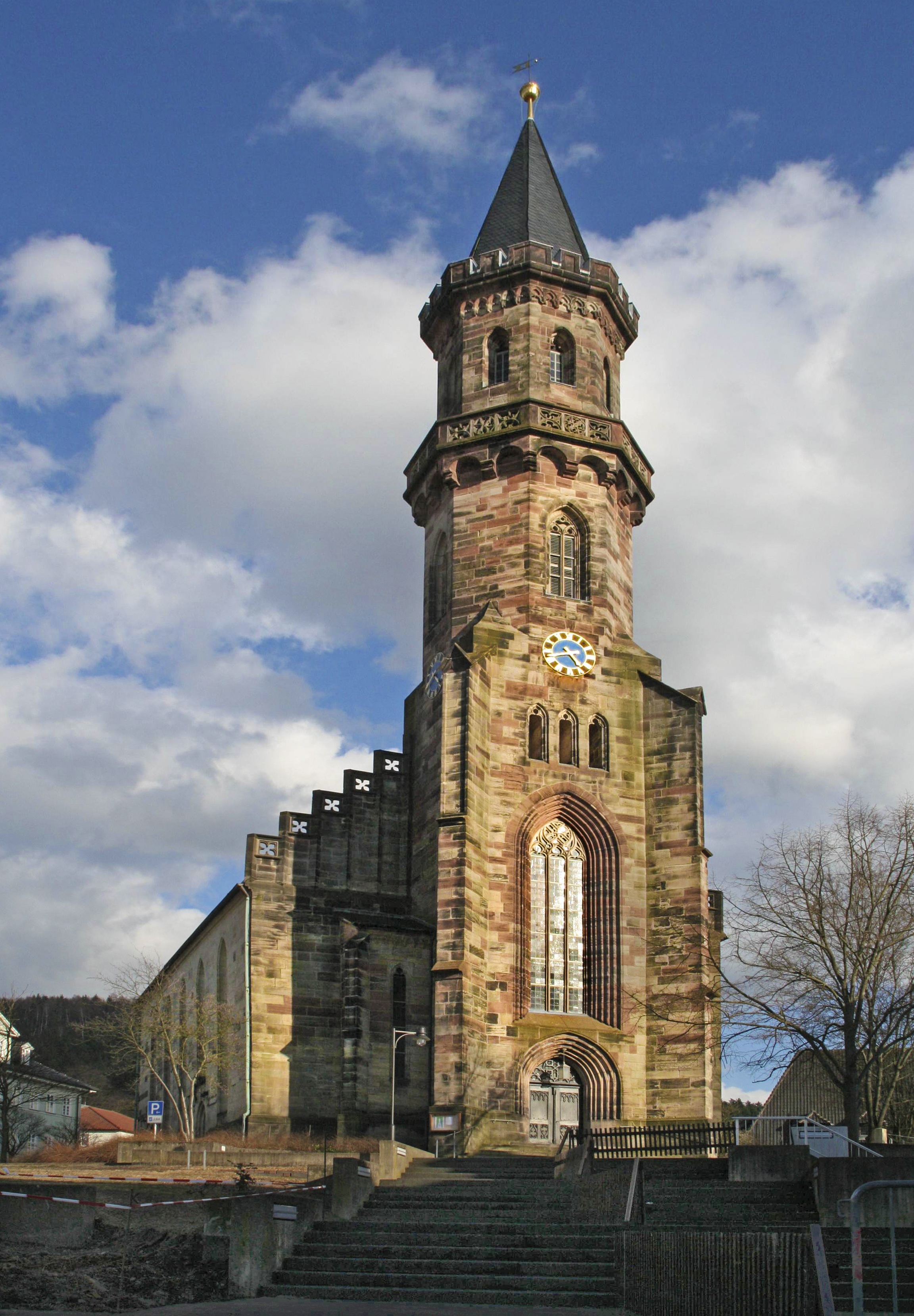
Evangelische Stadtkirche St. Georg, Haupteingang

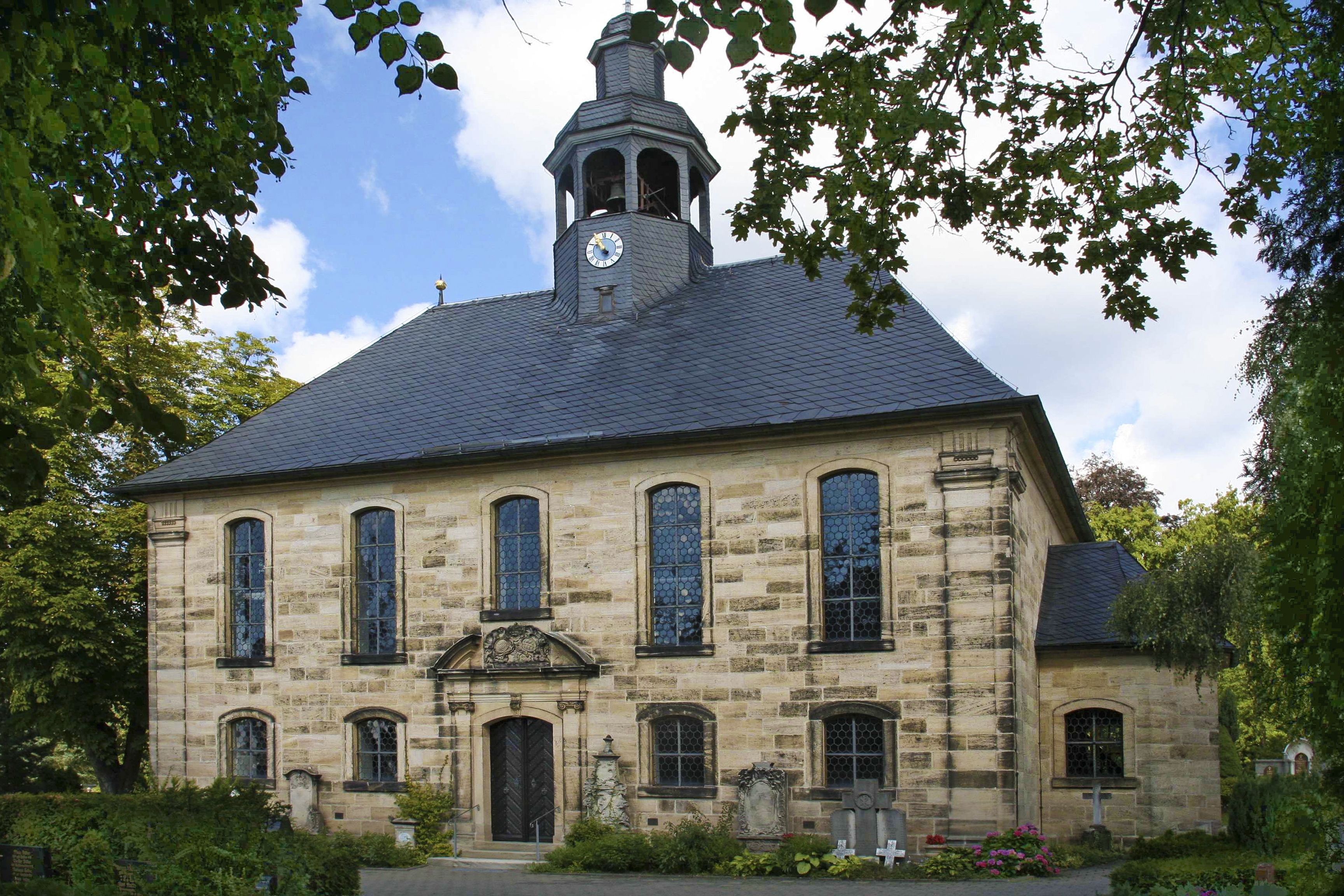
Evangelische Auferstehungskirche

### Stadtnamen
Neustadt bei Coburg hieß bis 1850 Neustadt an der Heyde, danach Neustadt an der Haide. Ab dem 1. Juli 1892 lautete die amtliche Bezeichnung Neustadt (Herzogthum Coburg). 1921 folgte die offizielle Umbenennung in Neustadt bei Coburg.

### Die Landesherrn im Mittelalter
Als Graf Hermann von Wolweswac in der zweiten Hälfte des zwölften Jahrhunderts mit dem Bau einer Zollburg an der Rödenfurt die Stadt Neustadt gründete, lag die Oberherrschaft in den Händen der Grafen von Andechs, der späteren Herzöge von Meranien. In einer Urkunde vom 16. Juni 1248 wurde der Marktflecken (forum) Neustadt erstmals erwähnt. Die nächsten Landesherren waren die Henneberger, unter denen Neustadt 1316 als Stadt bezeichnet wurde. 1353 kam Neustadt als Bestandteil der Pflege Coburg an das Haus Wettin, bei dem es bis zum Ende des Ersten Weltkriegs blieb. Seitdem führt die Stadt auch den doppelschwänzigen, rot bewehrten schwarzen Löwen im Wappen, der an den damaligen wettinischen Landesherrn, den Markgrafen Friedrich den Strengen von Meißen, erinnert.

### Entwicklung der Stadt bis 1500
Neustadt lag an einer wichtigen Heer- und Handelsstraße zwischen Nürnberg und Leipzig, deren Furt durch die Röden bzw. die Brücke über den Fluss der Grund für die Zollstation war. Die Straße sorgte für den Aufschwung des Handwerks und der Beherbergungsbetriebe. Das Zentgericht, vorher im heutigen Gemeindeteil Fechheim beheimatet, dem früheren geistlichen und weltlichen Mittelpunkt des Gebietes, wurde um 1300 nach Neustadt verlegt. Im 14. Jahrhundert erhielt die Stadt eine Pfarrkirche, nachdem vorher nur die Wallfahrtskirche St. Ottilia auf dem Muppberg bestanden hatte. Am Ende des Mittelalters dürfte die Stadt etwa 570 Einwohner gezählt haben. Ab 1510 ist in Neustadt ein mittelalterliches Leprosorium nachweisbar, das als Sondersiechenhaus bezeichnet wurde und bis 1632 bestand.

### Reformation
Wie im ganzen Kurfürstentum Sachsen hielt auch in Neustadt die Reformation früh ihren Einzug. Zwischen 1525 und 1528, der genaue Zeitpunkt ist nicht bekannt, beriefen Rat und Pfarrvolk mit Bartholomäus Wyeser den ersten evangelischen Prediger, da sie mit ihren in der alten Lehre befangenen Geistlichen nicht mehr einverstanden waren. 1530 predigte Martin Luther am Karfreitag in der Neustadter Sankt-Georg-Kirche.

### Kriege und Brände

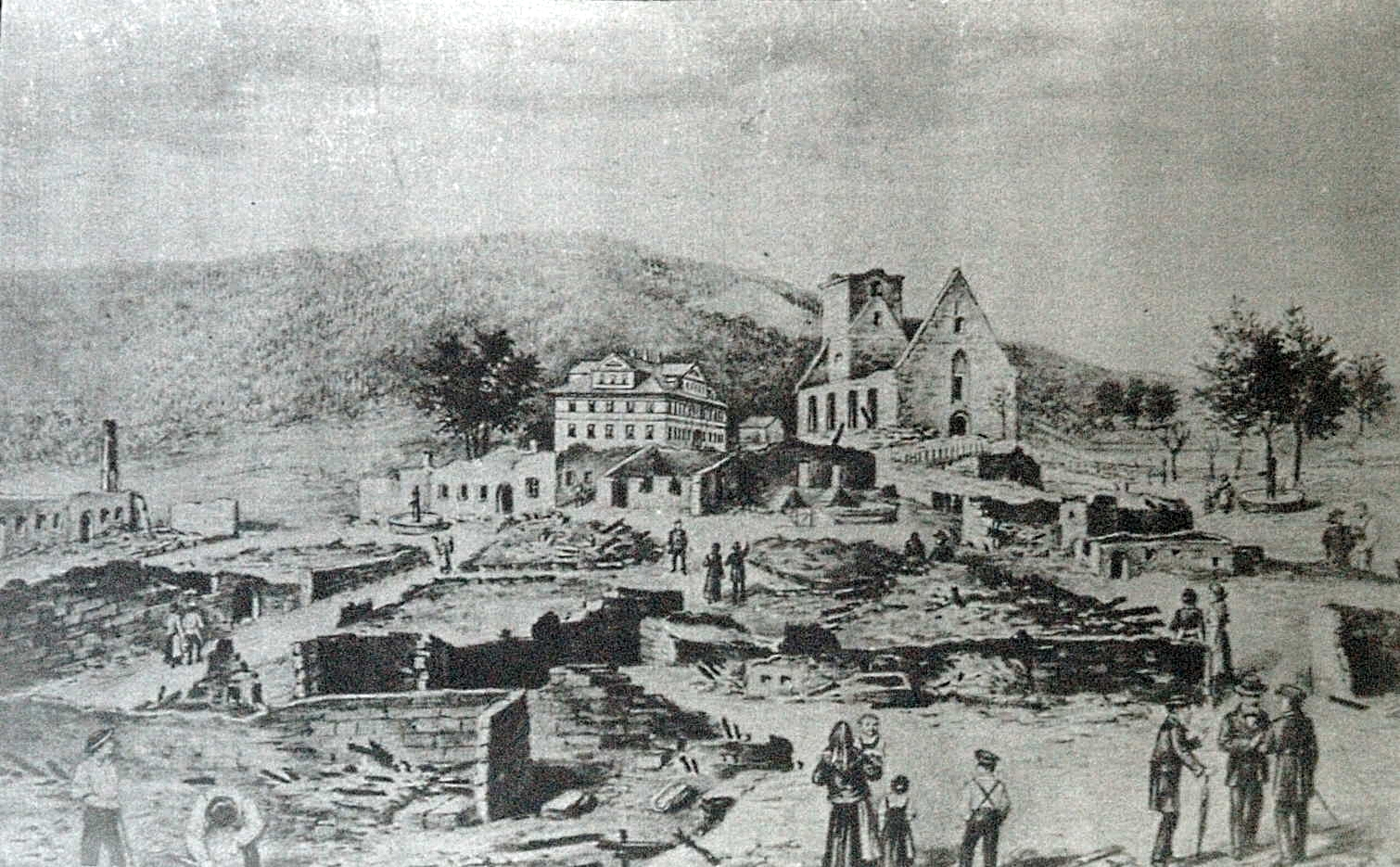
Stadtbrand 1839

Kurz vor dem Dreißigjährigen Krieg dürfte die Stadt auf ungefähr 1000 Einwohner angewachsen sein. In der Kriegszeit zeigte sich, dass die Lage an der Straße, die nun auch von den verschiedenen Kriegsparteien genutzt wurde, indirekt auch zerstörerische Wirkung haben konnte. Trotz der Neutralität des Coburger Landesherrn, des Herzogs Johann Casimir, richteten die Truppendurchzüge große Schäden an, die nach dem Kriegseintritt des Herzogtums noch wesentlich schlimmer wurden. Ohne Feindeinwirkung jedoch kam es 1636 zu einem großen Stadtbrand, nach dem von etwa 190 Feuerstätten nur noch 36 standen. 1839 legte ein zweiter großer Brand 179 der 226 Häuser der Stadt in Schutt und Asche, auch das Rathaus mit dem Archiv. Die Kirche wurde schwer beschädigt.

### Die Spielwarenindustrie

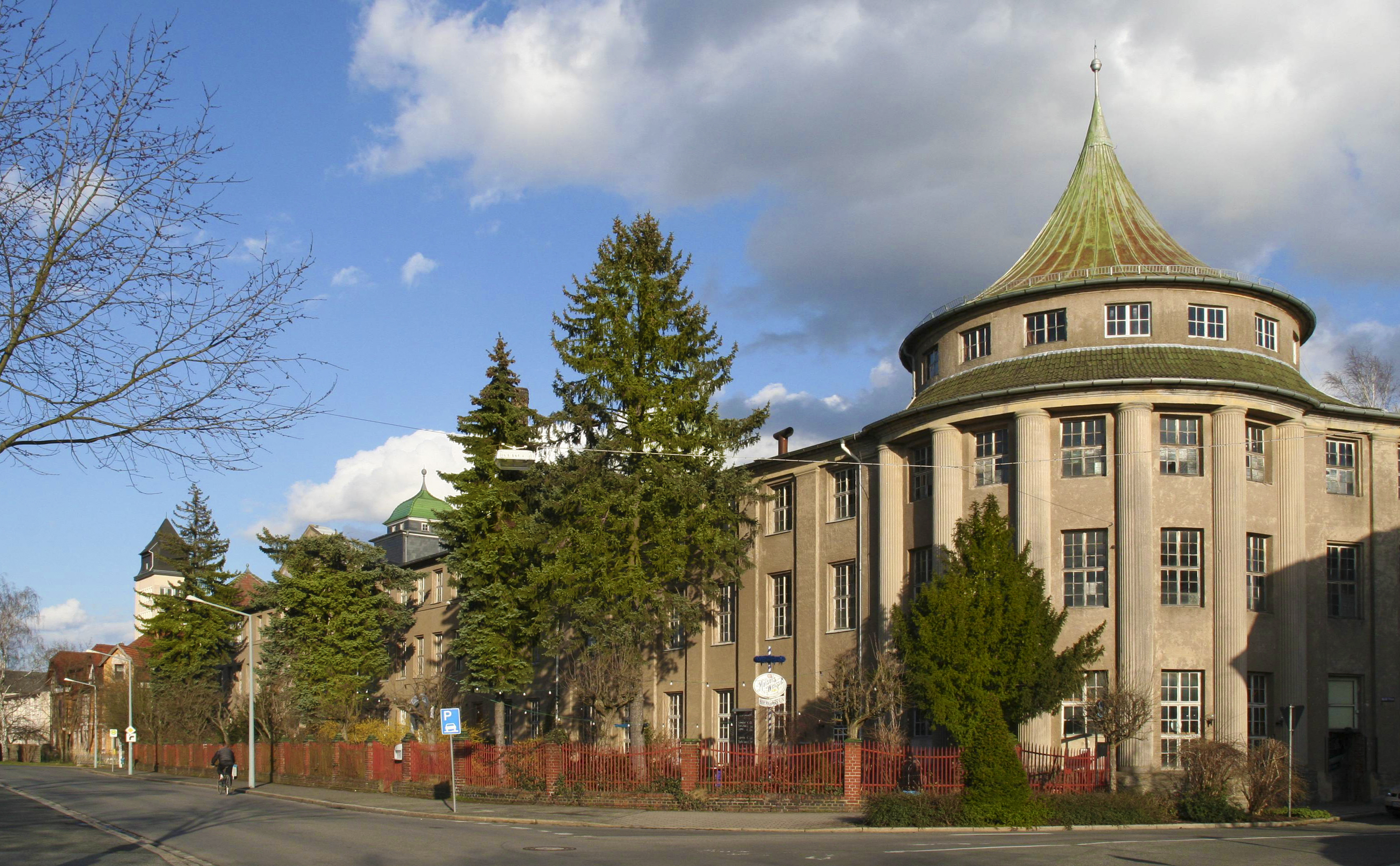
Bahnhofstraße: Ehemaliges Werk 1 von Max Oscar Arnold und später Hausser

Durch die Nähe des Thüringer Waldes gab es in Neustadt schon bald holzverarbeitende Handwerker wie Schreiner, Tischler, Drechsler, Ludelmacher (Hersteller von hölzernen Säuglingsflaschen), Löffler und Büttner, die nebenbei auch schon Dockenwerk, also Spielwaren, herstellten. Etwa um 1600 begann man im benachbarten Sonneberg die Produkte dieser Handwerker mit der neu entwickelten Wismutmalerei zu verzieren. Mit Johann Andreas Greiner siedelte sich der erste Vertreter des Maler- und Bossiererhandwerks 1748 in Neustadt an. Bossierer formten den sogenannten Teig, eine Masse aus Schwarzmehl und Leimwasser, frei aus der Hand zu Spielwaren. Die Spielwarenherstellung wurde schließlich der bedeutendste Wirtschaftszweig in Neustadt. Eine Vielzahl von Hausgewerbetreibenden war in differenzierten Herstellungsverfahren tätig. Es gab Puppenmacher, Arm- und Beinanstreicher, Puppenschuhmacher, Augeneinsetzer, Wimpernmacherinnen, Puppenfriseusen usw.; auch einige größere Manufakturen entstanden, als wichtigste die von Max Oscar Arnold. Den größten Aufschwung hatte die Branche ab 1870 durch den Export. Mit dem Ersten Weltkrieg brach dieser Absatzmarkt weg, die früheren Abnehmerländer bauten eigene Spielwarenfertigungen auf.

### Entscheidung für Bayern
Als 1918 mit dem Ende des Ersten Weltkriegs und der Novemberrevolution die Monarchie in Deutschland abgeschafft wurde, galt das auch für das Herzogtum Sachsen-Coburg und Gotha, dem Neustadt zuletzt angehörte. Zunächst war die Stadt Teil des Freistaates Coburg. Da dieser aber für sich zu klein war, stand eine Entscheidung bezüglich des Anschlusses an Bayern oder an Thüringen an. In einer Volksbefragung am 30. November 1919 stimmten 276 Neustädter Bürger für den Beitritt des Freistaates Coburg zum thüringischen Staat und 2794 dagegen. Somit gehörte ab dem 1. Juli 1920 auch Neustadt zum Freistaat Bayern. Der Neustadter Industrielle und Politiker Max Oscar Arnold hatte sich tatkräftig für diesen Anschluss eingesetzt. Im Staatsvertrag des Freistaats Bayern mit dem Freistaat Coburg über die Vereinigung Coburgs mit Bayern vom 14. Februar 1920 wurde in Paragraf 2 vereinbart, dass die Stadt Neustadt kreisfrei bleibt.

### Die politischen Verhältnisse in der Weimarer Republik

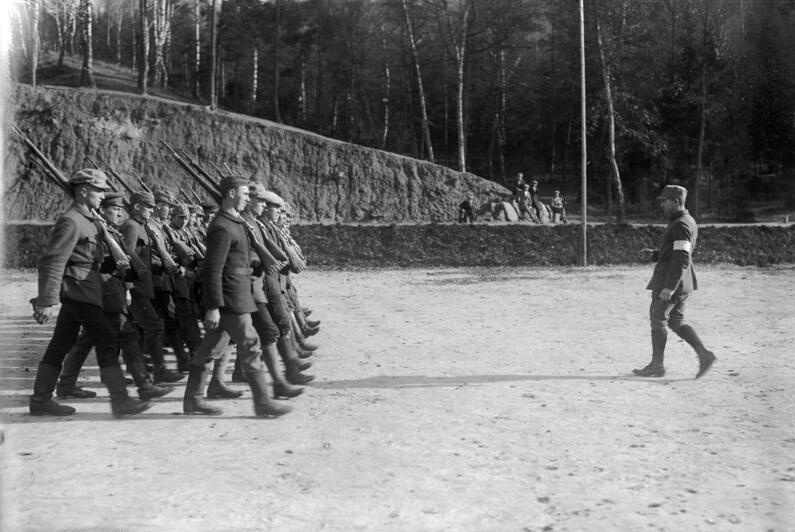
Im November 1923 werden in Neustadt Truppen der Notpolizei ausgebildet.

In der Weimarer Republik galt Neustadt Anfang der 1920er-Jahre als „links“ eingestellt. Zum Deutschen Tag in Coburg 1922 kamen daher aus Neustadt kaum Anhänger Hitlers, dafür viele Gegendemonstranten. Am 26. Oktober 1923 rückte auf Veranlassung der Bayerischen Staatsregierung eine Kompanie Notpolizei in Neustadt ein. Der vaterländische Verband sollte die örtliche Polizei unterstützen und als Grenzschutz Nordbayern die Grenze zu Thüringen sichern. Am 21. November 1923 verließ die Kompanie nach Ablösung durch die Landespolizei wieder Neustadt.:S. 79–87
Am 9. Juli 1924 wurde eine NSDAP-Ortsgruppe in Neustadt gegründet, die 370 Mitglieder im Jahr 1927 hatte.:S. 115 Bei der Reichstagswahl im Mai 1924 konnte sie mit 42,33 % für den Völkischen Block einen Erfolg erzielen, doch sank ihr Stimmenanteil bei den Wahlen im Dezember 1924 wieder auf 25,48 %.
1927 veranstalteten die Nationalsozialisten einen Frankentag in Neustadt, bei dem auch Adolf Hitler eine Rede hielt. Im Vorfeld hatte der Nationalsozialist Franz Schwede aus Coburg verkündet, dass sich die Partei der Stadt keineswegs sicher war: „Neustadt! – Das ist ein seit Jahren festumrissener Begriff für jeden SA-Mann und jeden politischen Soldaten des Führers. Denn seit Jahren wehrt sich diese marxistische Brutstätte mit allen brutalen Mitteln der kommunistischen Kampfmethoden gegen das Vordringen des Nationalsozialismus in ihren Mauern. Neustadt! – Das bedeutet Kampf bis aufs Messer, Kampf bis aufs Blut!“. Allerdings erhielten auch 68 Neustadter das Goldene Parteiabzeichen der NSDAP.
Die Äußerung Schwedes zeigt die starke Polarisierung der politischen Meinung in dieser Zeit in Neustadt. Das hing auch mit der sozialen Struktur der Stadt zusammen, die 1923 so beschrieben wurde: „Neustadt hat rund 9000 Einwohner. […] Im Gegensatz zu den meisten bayerischen Mittelstädten ist Neustadt ein reiner Industrieort. Die Bevölkerung setzt sich aus einer großen Zahl kleinerer Spielwarenhersteller, den für dieses Gewerbe tätigen Heimarbeitern und den Arbeitern einiger größerer Betriebe zusammen.“ Von den 1925 in der Kernstadt ansässigen 834 Spielwarenbetrieben waren 787 Hausgewerbetreibende.:S. 278
Der Geschäftsumfang der Spielwarenindustrie, die das Wirtschaftsleben der Stadt bestimmte, verzeichnete ab 1929 einen starken Rückgang. Die schlechte Wirtschaftslage führte unter anderem dazu, dass 1933 von den rund 9000 Einwohnern 6809 Personen Unterstützung irgendwelcher Art von der öffentlichen Hand bezogen und von rund 1200 Schulkindern 713 unterernährt waren.:S. 112–113
Die Reichstagswahl von 1928 brachte 36,15 % der Stimmen für die NSDAP, aber auch 40,37 % für die SPD und 9,85 % für die KPD (alle übrigen zusammen: 13,63 %). Ab Juli 1932 überflügelten die Nationalsozialisten (48,89 %) die linken Parteien (SPD: 34,33 %, KPD: 11,31 %, Sonstige: 5,47 %). Die Wahl vom März 1933 ergab 50,47 % der Stimmen für die Nationalsozialisten gegenüber 32,44 % für die SPD und 11,35 % für die KPD (Übrige zusammen 5,13 %).
Nach den Stadtratswahlen am 17. November 1921 entfielen auf die Bürgerliche Liste elf, die Sozialistische Arbeitsgemeinschaft (SPD und KPD) vier und die USPD ein Sitz. Nach der Stadtratswahl am 7. Dezember 1924 stellten die SPD sechs, der Verein Bürgerlicher Wähler fünf, der Völkische Block (ab 18. Mai 1926 Nationalsozialistische Stadtratsfraktion) drei und die KPD zwei Räte. Bei der Stadtratswahl am 8. Dezember 1929 hatten die SPD sechs, die NSDAP sechs, der Bürgerverein drei und die Wirtschaftliche Vereinigung einen Sitz erhalten.:S. 112–113

### Zeit des Nationalsozialismus
Am 11. März 1933 bestellte der Stadtrat 21 SA- und SS-Mitglieder als Hilfspolizeibeamte für eine Verhaftungswelle von Regimegegnern und Juden. Im März 1933 erfolgten 104 Hausdurchsuchungen und 18 Personen wurden in Schutzhaft genommen.:S. 116–117 Die Inhaftierten kamen anfangs nach Coburg ins Gefängnis oder in die 95er-Kaserne und wurden teilweise auch in einem Gebäude der dortigen Stadtpolizei, in der Rosengasse neben dem Rathaus (alte Herberge), misshandelt. Ab 13. April 1933 waren die Regimegegner aus Neustadt in Hassenberg inhaftiert und wurden von einem Kommando der Neustadter SA bewacht. Nachdem die SPD am 22. Mai 1933 verboten worden war, wurden in Neustadt etwa 60 Hausdurchsuchungen durchgeführt und 40 Personen in Gewahrsam genommen, von denen 10 über Coburg ins KZ Dachau kamen.:S. 122
Den am 19. Juli 1929 von bürgerlichen und nationalsozialistischen Stadträten gewählten rechtskundigen ersten Bürgermeister Edgar Stelzner drängte 1934 die NSDAP zum Amtsverzicht und ersetzte ihn durch den „alten Kämpfer“ Friedrich Schubart. Nach Einführung der deutschen Gemeindeordnung 1935 wurde in der ersten Durchführungsverordnung vom 22. März 1935 Neustadt den kreisangehörigen Gemeinden zugeordnet, da die Stadt weniger als 20.000 Einwohner hatte. Dies wirkte sich erst mit dem bayerischen „Gesetz über die Eingliederung der nicht zu Stadtkreisen erklärten, bisher kreisunmittelbaren Gemeinden in die Landkreise“ vom 8. Mai 1940 aus. Entsprechend den Vollzugsvorschriften erfolgte die Eingliederung Neustadts in den Landkreis Coburg rückwirkend zum 1. April 1940.:S. 16
Aufgrund der schlechten Wirtschaftslage wurde im Jahr 1933 die Stadt, die rund 9000 Einwohner hatte, zum Notstandsgebiet erklärt. Ende Januar 1935 wurden 1537 Arbeitslose gezählt, ein Jahr später waren es 1563. Erst nachdem 1936 der Spielwarenhersteller O. & M. Hausser von Ludwigsburg nach Neustadt übersiedelte und das Kabel- und Leitungswerk von den Siemens-Schuckertwerken errichtet worden war, sank die Zahl der Arbeitslosen auf 100 im Januar 1939. Siemens hatte 1650 Mitarbeiter im Jahr 1939.:S. 135

#### Zweiter Weltkrieg
Auf Antrag des Kabel- und Leitungswerkes wurden ihm im Jahr 1944 400 Frauen aus dem KZ Ravensbrück zur Verfügung gestellt. Die Frauen, alles jüdische Ungarinnen, mussten schwere körperliche Arbeit leisten. Todesfälle kamen im Lager nicht vor. Beim Näherrücken der US-Amerikaner im April 1945 wurde das Lager aufgelöst; die Frauen wurden in Richtung Tschechien geschickt, wo sich die restliche Gruppe bei Domažlice (deutsch: Taus) auflöste. Außer diesen Konzentrationslagerinsassen arbeiteten in der Firma Siemens Fremdarbeiter, z. B. aus der Ukraine, aus Polen und Italien, und auch Kriegsgefangene, vor allem aus Frankreich.
Die Spielwarenbetriebe hatten ihre Produktion ab 1939 teilweise auf die Herstellung von Uniformen umgestellt. Im Frühjahr 1943 wurde die Herstellung von Puppen und Spielwaren für das Inland verboten, im Oktober 1944 folgte das allgemeine Produktionsverbot.:S. 138
Bis 8. April 1945 blieb Neustadt von Luftangriffen verschont. Vor der Einnahme der Stadt durch Einheiten der 11. US-Panzerdivision am 11. April waren durch Tieffliegerangriffe ein Soldat und 16 Einwohner gestorben. Zwei weitere Personen erlagen später ihren Verletzungen. Bombenangriffe und Artillerie- sowie Panzerbeschuss hatten 19 total zerstörte, 75 mittelschwer sowie 200 leicht beschädigte Gebäude zur Folge. Stark beschädigt waren insbesondere das Kabel- und Leitungswerk und das Ferngaswerk.

### Die Zeit nach 1945
In der Zeit von 1945 bis 1989 war für Neustadt die Lage an der innerdeutschen Grenze prägend. Die Grenzsicherungsanlagen umfassten die Stadt in nördlicher, östlicher und westlicher Himmelsrichtung, so dass die Beziehungen des Neustadter Beckens in Wirtschaft und Verkehr neu ausgerichtet werden mussten. Gerade die wirtschaftlichen Verbindungen zur nahegelegenen Stadt Sonneberg und deren Umgebung wurden unterbrochen. Demgegenüber siedelten sich, später flankiert durch die staatliche Zonenrandförderung, neue Industriezweige an. Infolge der Fluchtbewegungen aus Südthüringen entstanden in Neustadt unter anderem Betriebe der Christbaumschmuckindustrie aus dem Thüringer Wald. Neben dieser Branche waren es vor allem die Spielzeugindustrie und die elektrotechnische Industrie (Kabel- und Leitungswerk), die die Grundlage für eine prosperierende Wirtschaftsentwicklung Neustadts in der Nachkriegszeit schufen. Im Jahr 1951 hatte die Spielwarenindustrie noch etwa 2300 und elektrotechnische Industrie 2000 Beschäftigte, 1971 waren 1000 in der Spielwarenindustrie und 3100 in  elektrotechnischen Industrie.:S. 286 Die Zunahme der deutschen Außenhandelsbeziehungen setzten die Betriebe der Konsumgüterbranchen aber zunehmend unter Druck ausländischer Konkurrenz. Ergebnis war ein Strukturwandel, der das gewerbliche Gesicht Neustadts nach und nach veränderte. Die Gemeindegebietsreform brachte Neustadt in den 1970er-Jahren 21 weitere Gemeindeteile, aber auch den Verlust der Kreisfreiheit.
Am 17. April 1946 beantragte Neustadt beim Bayerischen Staatsministerium des Innern, ihr die Kreisfreiheit wieder zu gewähren, die im Staatsvertrag von 1920 vereinbart worden war. Der Bayerische Ministerpräsident Wilhelm Hoegner betrachtete den Staatsvertrag weiterhin für gültig und unterzeichnete am 7. Juni 1946 eine Urkunde, die das sofortige Ausscheiden aus dem Landkreis Coburg und die Wiederherstellung der Kreisfreiheit verfügte.:S. 16
Im Rahmen der Neugliederung Bayerns in Landkreise und kreisfreie Städte verlor Neustadt am 1. Juli 1972 wieder seine Kreisfreiheit, da die Stadt mit rund 13.000 Einwohnern deutlich weniger Einwohner hatte als die Richtzahl mit 50.000 vorgab. Zum Ausgleich erhielt sie begrenzte zusätzliche Rechte gegenüber den sonstigen kreisangehörigen Gemeinden und durfte den Titel „Große Kreisstadt“ tragen. Aufgrund des Staatsvertrages von 1920 wehrte sich die Stadt gegen den Verlust der Kreisfreiheit. Bei einer amtlichen Befragung der Bevölkerung beteiligten sich 56 % der Wahlberechtigten und stimmten mit 85 % für die Durchführung eines Rechtsstreits zur Erhaltung der Kreisfreiheit. Der Antrag vor dem Bundesverfassungsgericht gegen die Einbeziehung der Stadt in das Gebiet des Landkreises Coburg wegen Verstoßes gegen den Staatsvertrag von 1920 wurde aber zurückgewiesen. Allerdings wurden die zugesagten Zuwendungen des bayerischen Staates von 1,5 Millionen DM auf 6,0 Millionen DM erhöht.
Im Rahmen der kommunalen Gebietsreform erfolgte am 1. Januar 1972 zuerst die Eingemeindung Ketschenbachs. Nach dem Verlust der Kreisfreiheit folgten die anderen 20 Gemeindeteile bis zum 1. Mai 1978.

### 21. Jahrhundert
Der 14. Tag der Franken wurde am 6. und 7. Juli 2019 vom Bezirk Oberfranken gemeinsam mit der bayerischen Staatsregierung und den beiden Ausrichterstädten Sonneberg und Neustadt bei Coburg erstmals länderübergreifend mit über 25 000 Besuchern gefeiert unter dem Motto: GEMEINSAM.FRÄNKISCH.STARK.

### Soziales
Der Neustadter Gemeindeteil Haarbrücken/Siemensring war Teil des Bund-Länder-Förderprogramms Stadtteile mit besonderem Entwicklungsbedarf – Soziale Stadt.
Ziel des Programms war, die Wohn- und Lebensbedingungen sowie die wirtschaftliche Basis des Stadtviertels zu stabilisieren und zu verbessern. Zudem sollten die Lebenschancen der Bewohner durch Vermittlung von Fähigkeiten, Fertigkeiten und Wissen erhöht werden. Darüber hinaus wurde versucht, das Image durch verstärkte Öffentlichkeitsarbeit zu verbessern.
Ein wichtiger Bestandteil des Projektes war das Quartiersmanagement, dessen Büro im Gemeindeteil Haarbrücken als Anlaufstelle allen Bürgern des Quartiers zur Verfügung stand. Die Aufgaben des Quartiersmanagements waren die Aktivierung, Stärkung und Stabilisierung der im Gemeindeteil vorhandenen Kompetenzen und Potenziale unter aktiver Mitwirkung ortsansässiger sozialer Institutionen wie der Haarbrücker Grundschule, des Kindergartens Rabennest, der evangelischen Kirche und des FC Haarbrücken. Außerdem sollte das Quartiersmanagement zu einer Verbesserung der Kommunikation der Bewohner im Sinne positiver Nachbarschaft und zu vermehrtem Initiieren von Projekten zur Verbesserung der individuellen und familiären Wohnsituation, der Bedingungen des Wohnumfelds und der sozialen und kulturellen Infrastruktur dienen. Die staatliche Förderung für das Projekt lief 2013 aus.

### Eingemeindungen
| Ehemalige Gemeinde                | Einwohner (1970) | Datum            | Anmerkung                                               |
| --------------------------------- | ---------------- | ---------------- | ------------------------------------------------------- |
| Aicha                             | 0052             | 01.01.1971       | Zusammenschluss mit fünf weiteren Gemeinden zu Wasung   |
| Bergdorf                          | 0298             | 01.05.1978       |                                                         |
| Birkig                            | 0123             | 01.07.1972       |                                                         |
| Boderndorf                        | 0066             | 01.01.1974       |                                                         |
| Brüx                              | –                | 01.07.1968       | Zusammenschluss mit drei weiteren Gemeinden zu Bergdorf |
| Ebersdorf bei Neustadt bei Coburg | 0267             | 01.05.1978       |                                                         |
| Fechheim                          | 0161             | 01.01.1971       | Zusammenschluss mit fünf weiteren Gemeinden zu Wasung   |
| Fürth am Berg                     | 0510             | 01.01.1971       | Zusammenschluss mit fünf weiteren Gemeinden zu Wasung   |
| Haarbrücken                       | 0986             | 01.05.1978       |                                                         |
| Höhn                              | –                | 01.07.1968       | Zusammenschluss mit drei weiteren Gemeinden zu Bergdorf |
| Horb bei Fürth am Berg            | –                | 01.07.1967:S. 25 | Eingemeindung nach Fürth am Berg                        |
| Kemmaten                          | 0082             | 01.01.1971       | Eingemeindung nach Haarbrücken                          |
| Ketschenbach                      | 0590             | 01.01.1972       |                                                         |
| Meilschnitz                       | 0314             | 01.05.1978       |                                                         |
| Mittelwasungen                    | 0073             | 01.01.1971       | Zusammenschluss mit fünf weiteren Gemeinden zu Wasung   |
| Plesten                           | 0103             | 01.01.1971       | Zusammenschluss mit fünf weiteren Gemeinden zu Wasung   |
| Rüttmannsdorf                     | –                | 01.07.1968       | Zusammenschluss mit drei weiteren Gemeinden zu Bergdorf |
| Thann                             | 0342             | 01.05.1978       |                                                         |
| Unterwasungen                     | 0095             | 01.01.1971       | Zusammenschluss mit fünf weiteren Gemeinden zu Wasung   |
| Wasung                            | 0994             | 01.01.1976       |                                                         |
| Weimersdorf                       | –                | 01.07.1968       | Zusammenschluss mit drei weiteren Gemeinden zu Bergdorf |
| Wellmersdorf                      | 0122             | 01.05.1978       |                                                         |
| Wildenheid                        | 1853             | 01.05.1978       |                                                         |

### Sonstiges
An einem Samstag im Juli wird jedes Jahr das Kinderfest gefeiert, dessen Ursprung sich in einem Gregoriusfest findet, das in Neustadt eine Tradition von mehr als 450 Jahren aufzuweisen hat. Am darauf folgenden Sonntag findet ein Marktfest statt.
Seit 1995 vergibt die Stadt den Max-Oscar-Arnold-Kunstpreis für zeitgenössische Puppenkunst, der im Rahmen des Internationalen Puppenfestivals in der Himmelfahrtswoche verliehen wird.

### Einwohnerentwicklung der Gemeinde

Einwohnerentwicklung von Neustadt bei Coburg von 1840 bis 2017 nach nebenstehender Tabelle

## Bevölkerung

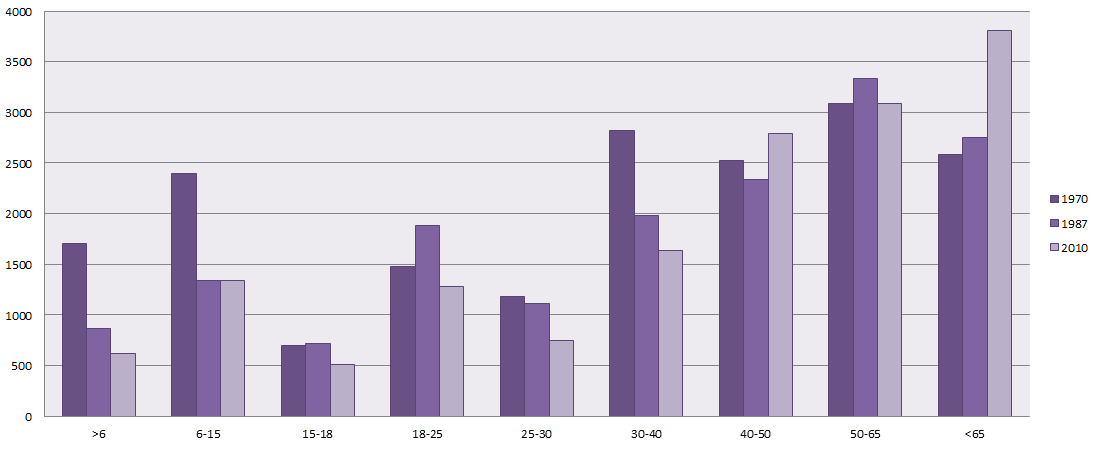
Altersstruktur – verschiedene Altersgruppen im Vergleich von 1970, 1987 und 2010

### Einwohnerentwicklung der Gemeinde*
| Jahr | Einwohner | Jahr | Einwohner |
| ---- | --------- | ---- | --------- |
| 1840 | 4.327     | 2001 | 16.684    |
| 1871 | 5.783     | 2005 | 16.511    |
| 1900 | 9.274     | 2010 | 15.815    |
| 1925 | 12.122    | 2015 | 15.227    |
| 1939 | 13.131    | 2020 | 14.995    |
| 1950 | 17.859    | 2022 | 15.064    |
| 1961 | 18.077    | 2023 | 15.181    |
| 1970 | 18.472    |      |           |
| 1987 | 16.230    |      |           |
| 1991 | 16.931    |      |           |
| 1995 | 16.833    |      |           |

### Einwohnerentwicklung des Hauptortes
| Jahr | Einwohner | Jahr | Einwohner |
| ---- | --------- | ---- | --------- |
| 1837 | 1.060     | 1946 | 11.933    |
| 1871 | 3.207     | 1950 | 12.813    |
| 1900 | 6.250     | 1955 | 13.136    |
| 1910 | 7.977     | 1961 | 12.577    |
| 1925 | 8.761     | 1970 | 12.435    |
| 1933 | 9.060     | 1987 | 10.552    |
| 1939 | 9.605     |      |           |

## Politik

### Stadtrat
Der Stadtrat besteht aus 24 ehrenamtlichen Mitgliedern und setzt sich gemäß der Wahl vom 15. März 2020 wie folgt zusammen:
| Partei / Liste | Stimmenanteil | Sitze |
| CSU            | 30,82 %       | 7     |
| SPD            | 39,64 %       | 010   |
| FWG            | 14,81 %       | 04    |
| ödp            | 06,03 %       | 01    |
| AfD            | 08,70 %       | 02    |

### Bürgermeister
Der Oberbürgermeister ist Frank Rebhan (SPD), der 1995 in der Nachfolge von Irene Schneider-Böttcher (parteilos) das Amt antrat. 2007 wurde er zum dritten Mal gewählt und erhielt 67,89 % der Stimmen, 2013 wurde er mit 63,11 % bestätigt. 2020 bekam er 72,82 % der Stimmen.

### Wappen
| Wappen von Neustadt bei Coburg | Blasonierung: „In Gold ein doppelschwänziger rot bewehrter schwarzer Löwe.“                                                                                |
| Wappen von Neustadt bei Coburg | Wappenbegründung: Das Wappen verweist auf den Übergang der Stadt 1353 an Friedrich den Strengen, Markgraf von Meißen, den ersten wettinischen Landesherrn. |

### Städtepartnerschaften

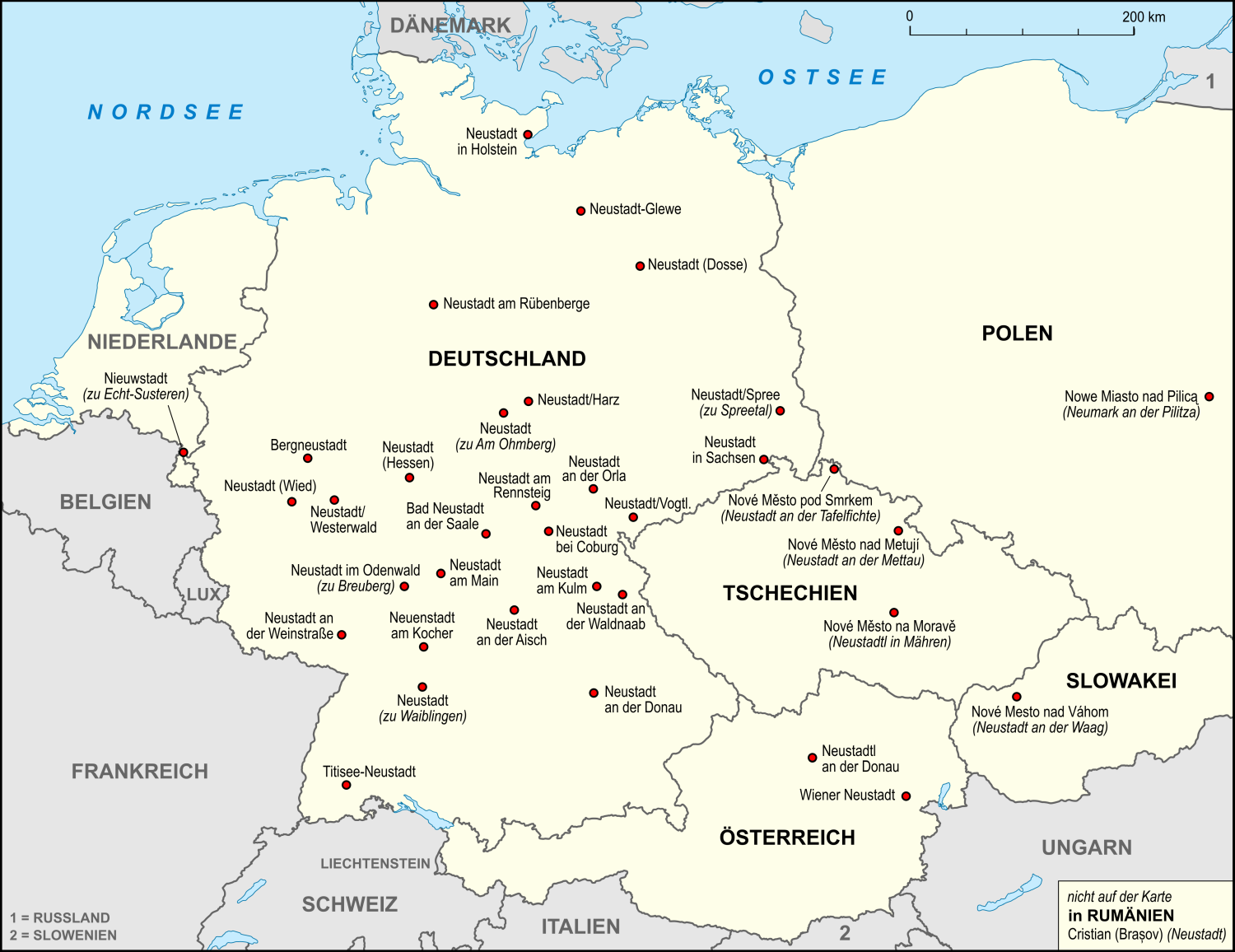
Arbeitsgemeinschaft Neustadt in Europa

Seit dem 27. August 1977 besteht eine Städtepartnerschaft mit Villeneuve-sur-Lot in Frankreich. Mit Sonneberg wurde eine Partnerschaft am 10. Februar 1990 vereinbart. Zu 36 weiteren Städten und Gemeinden aus sieben Staaten (Deutschland, Österreich, Ungarn, Polen, der Slowakei, Tschechien und den Niederlanden) bestehen Verbindungen im Rahmen der „Arbeitsgemeinschaft Neustadt in Europa“.

## Kultur und Sehenswürdigkeiten

### Museen
- Museum der Deutschen Spielzeugindustrie mit Trachtenpuppensammlung
- Bildungsstätte Innerdeutsche Grenze
- Historisches Weihnachtsmuseum

### Kirchen
- Stadtkirche St. Georg
- Auferstehungskirche
- St. Ottilia
- Verklärung Christi

## Wirtschaft

### Kabel- und Leitungswerk Neustadt
Am 1. Februar 1937 nahm das Neustadter Kabelwerk der Siemens-Schuckertwerke AG seinen Betrieb auf und prägte die wirtschaftliche Situation der Stadt bis ins 21. Jahrhundert. Bis zum Jahre 1975 stieg die Zahl der Beschäftigten (inklusive Zweigwerke) auf 3400 an, was die Stadt Neustadt zu einem wirtschaftlichen Leuchtturm im strukturschwachen Zonenrandgebiet werden ließ. 1998 übernahm der italienische Kabel- und Reifenhersteller Pirelli die deutschen Kabelwerke von Siemens mit Standorten in Berlin, Schwerin und Neustadt. Der Finanzinvestor Prysmian Cables and Systems erwarb wiederum 2005 von Pirelli dessen Kabelsparte. 2017 beschäftigte das Unternehmen in Neustadt 475 Mitarbeiter in der Planung, Konstruktion, Fertigung und Lieferung von über 4000 Produkten.
1980 gründete Siemens die Siecor GmbH & Co. KG, ein Joint Venture mit Corning, und 1986 begann die Produktion von Glasfaserkabeln in Neustadt. Im Jahr 2000 verkaufte Siemens seinen Anteil am Werk mit damals fast 1000 Mitarbeitern an Corning. Im Jahr 2009 sind noch rund 100 Mitarbeiter im Bereich Kupferkompetenzzentrum, IT und Entwicklung beschäftigt.

### Diepa
Das 1873 gegründete Unternehmen Diepa, vormals August Rich Dietz & Sohn, stellt mit rund 390 Mitarbeitern Spezialstahlseile für eine Vielzahl von Anwendungen her.

### Giesecke & Devrient
Anfang Mai 2015 gab die Firma Giesecke & Devrient bekannt, die Personalisierung von Chipkarten (SIM-Karte, Gesundheitskarte u. ä.) aus München nach Neustadt zu verlagern. Auf einem Teil des Geländes in der Austraße 101 bis 103, wo nach dem Verkauf durch Corning im Jahr 2008 zunächst die 2013 in Insolvenz gegangene Firma Gehrlicher Solar AG ansässig war, entstand 2016 ein Werk mit 60 Mitarbeitern.

### rolly toys
rolly toys / Franz Schneider GmbH & Co KG ist ein Hersteller von Kinderfahrzeugen. Das Unternehmen wurde von Franz und Rosa Schneider 1938 in Neustadt gegründet. rolly toys stellt jährlich über 280.000 Trettraktoren und weitere 50.000 Kinderfahrzeuge her. Im Jahresdurchschnitt waren im Jahr 2021 127 Arbeitnehmer beschäftigt.

### Sauer
Sauer ist ein Hersteller von Kunststoffverpackungen und Hohlkörpern. Das Familienunternehmen gründete Erich Sauer 1938 in Neustadt als Puppenfabrik. 1957 begann er mit der Kunststoffverarbeitung für die lokale Spielwarenindustrie. 1997 erfolgte die Gründung einer Tochtergesellschaft in Sarreguemines (Frankreich) und 2002 die Gründung eines zweiten Produktionsstandortes in Föritz. Etwa 570 Mitarbeiter, davon 360 in Neustadt, beschäftigte das Unternehmen 2009. Im Jahresdurchschnitt 2021 arbeiteten insgesamt 644 Personen bei Sauer.

### Telenec
Das Unternehmen Telenec versorgt die gesamte Kernstadt sowie die Gemeindeteile Ebersdorf, Haarbrücken, Ketschenbach, Meilschnitz, Thann und Wildenheid über ein eigenes Breitbandkabel- und Glasfasernetz mit Internet, Telefonie sowie Fernseh- und Radioprogrammen.

### Zoewie
Das Unternehmen gründete 1948  Franz-Zöllner Wiethoff in Oberlauter. Nach einem Fabrikbau 1950 in Oberlauter stellte es Haushalts- und Hygienepapiere her, ab 1959 auch Geschenkpapier und Geschenkverpackungen. Im Jahr 1991 erfolgte der Umzug nach Neustadt. Zoewie hatte 2021/2022 durchschnittlich 188 Arbeitnehmer.

### Gemeinnützige Wohnungsbaugenossenschaft
Die Gemeinnützige Wohnungsbaugenossenschaft Neustadt bei Coburg eG, kurz GWG, ist der größte Wohnungsanbieter in Neustadt bei Coburg. Die GWG wurde 1922 gegründet. Sie verwaltet circa 900 eigene Mietwohnungen und hat circa 1500 Mitglieder.

### Ferngaswerk
1922 wurde mit Beteiligung der Stadt Sonneberg ein von der Thüga betriebenes Ferngaswerk mit einem 56.000 Kubikmeter fassenden Gasometer errichtet, das die Gasversorgung von 4 Gemeinden in Oberfranken und 27 Gemeinden in Südthüringen sicherstellte. Die Gaslieferungen in den Kreis Sonneberg wurden auch nach 1945 über die Zonengrenze bis 1952 und von 1955 bis 1964  aufrechterhalten. Nach dem Anschluss an eine Fernleitung mit Kokereigas wurde Ende 1964 die Eigenerzeugung beendet. In den 1970er Jahren erfolgte die Umstellung auf Erdgas. 1973 übernahmen die Stadtwerke das Gasnetz.:S. 381–383

## Verkehr

### Straßenanbindung
Als Folge seiner Lage an der ehemaligen innerdeutschen Grenze war die Verkehrsanbindung Neustadts jahrzehntelang ungünstig. Dies änderte sich mit der Inbetriebnahme der Autobahn 73 im September 2008. Die Fahrzeiten in Richtung Süden (Lichtenfels-Bamberg-Nürnberg) und Norden (Suhl-Erfurt) haben sich dadurch deutlich verringert. Weiterhin ist Neustadt mit den Staatsstraßen 2202 nach Coburg und Sonneberg sowie 2708 nach Kronach an das regionale Straßennetz angebunden. Mit der Fertigstellung der Ortsumfahrung Rödental Ende 2011 wurde der Anschluss zur A 73 verbessert.

### Schienenanbindung

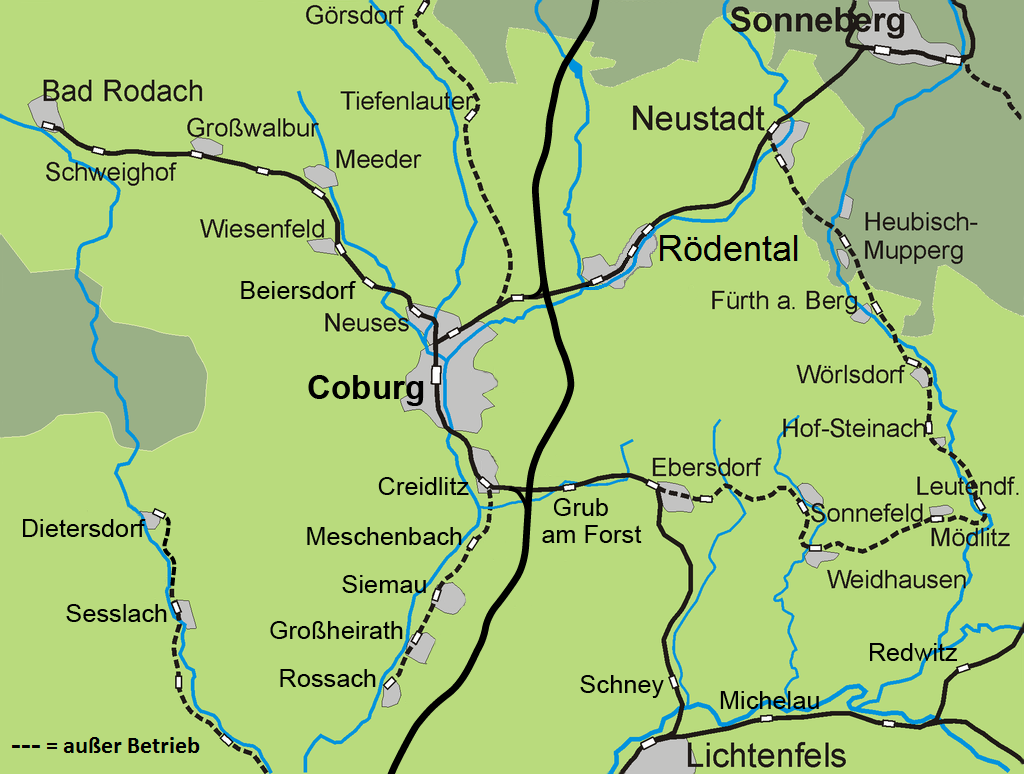
Bahnstrecken-Coburger-Land

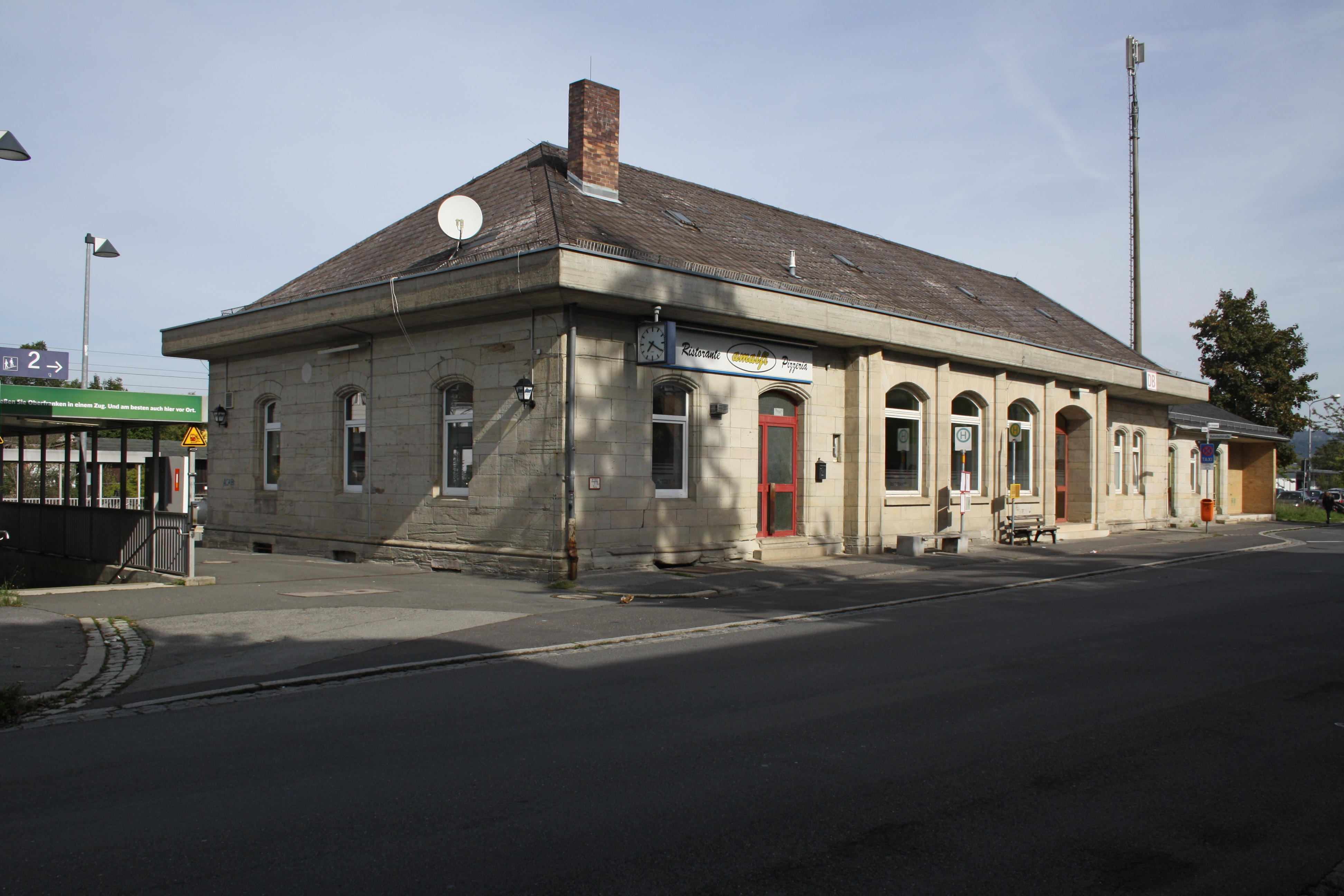
Empfangsgebäude des Bahnhofs

Die Stadt verfügte bis nach dem Zweiten Weltkrieg über einen Anschluss an die Bahnstrecke Coburg–Sonneberg–Ernstthal am Rennsteig sowie eine Anbindung an die sogenannte Steinachtalbahn, die jedoch durch den Trassenverlauf der Bahn durch Thüringen nach dem Zweiten Weltkrieg stillgelegt wurde. Das dreigeschossige Empfangsgebäude wurde 1975/1976 bis auf das massive Erdgeschoss aus Sandstein abgetragen und mit einem Walmdach versehen. Der heutige Neustadter Gemeindeteil Fürth am Berg wurde noch bis zum 1. Juni 1975 im Personenverkehr durch die Steinachtalbahn bedient.
Mit der Teilung Deutschlands wurde auch der Zugverkehr zwischen Neustadt und Sonneberg unterbrochen, womit Neustadt zum Endpunkt der Verbindung Coburg–Sonneberg wurde. Nach der deutschen Wiedervereinigung wurde diese Strecke im Jahr 1992 wieder reaktiviert.
Zum Winterfahrplanwechsel 2011 am 11. Dezember 2011 wurde eine stündliche Durchbindung nach Nürnberg geschaffen. Diese wurde aufgrund von Fahrzeugmangel zunächst mit einmaligem Umsteigen in Bamberg realisiert, seit dem Winterfahrplan 2012 führt sie jedoch durchgehend von Sonneberg nach Nürnberg, wobei jeweils stündlich Züge in beide Richtungen verkehren.

### Bus
In Neustadt verkehrt eine Stadtbuslinie (A1). Die südlichen Stadtteile sind über ein Rufbus-Angebot angebunden.

## Schulen

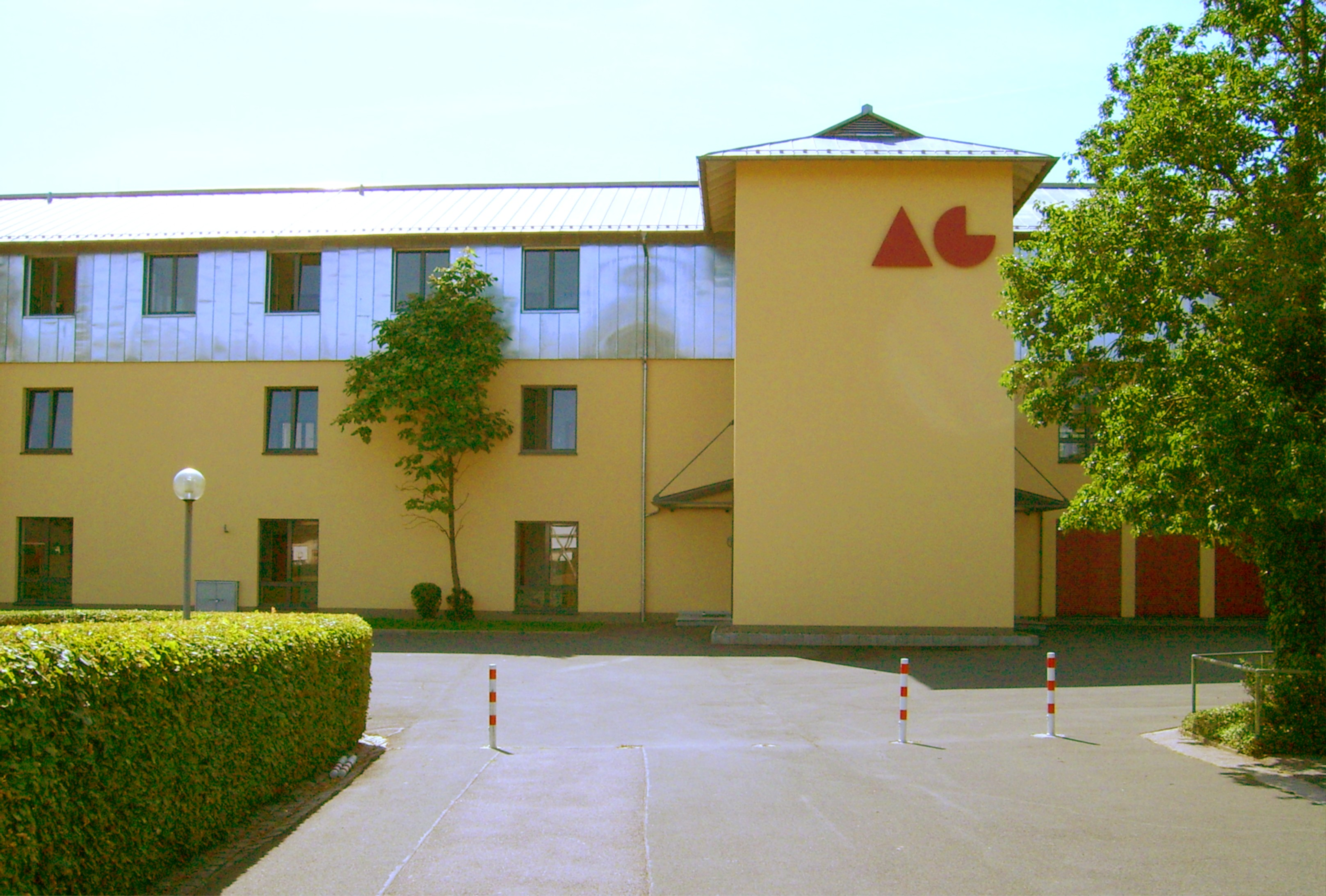
Arnold-Gymnasium Neustadt

- Staatliches Arnold-Gymnasium Neustadt
- Glockenbergschule, Privates Sonderpädagogisches Förderzentrum
- Staatliche Realschule Neustadt
- Mittelschule Am Moos
- Grundschule an der Heubischer Straße
- Grundschule Haarbrücken
- Grundschule Wildenheid

## Persönlichkeiten

### Söhne und Töchter der Stadt

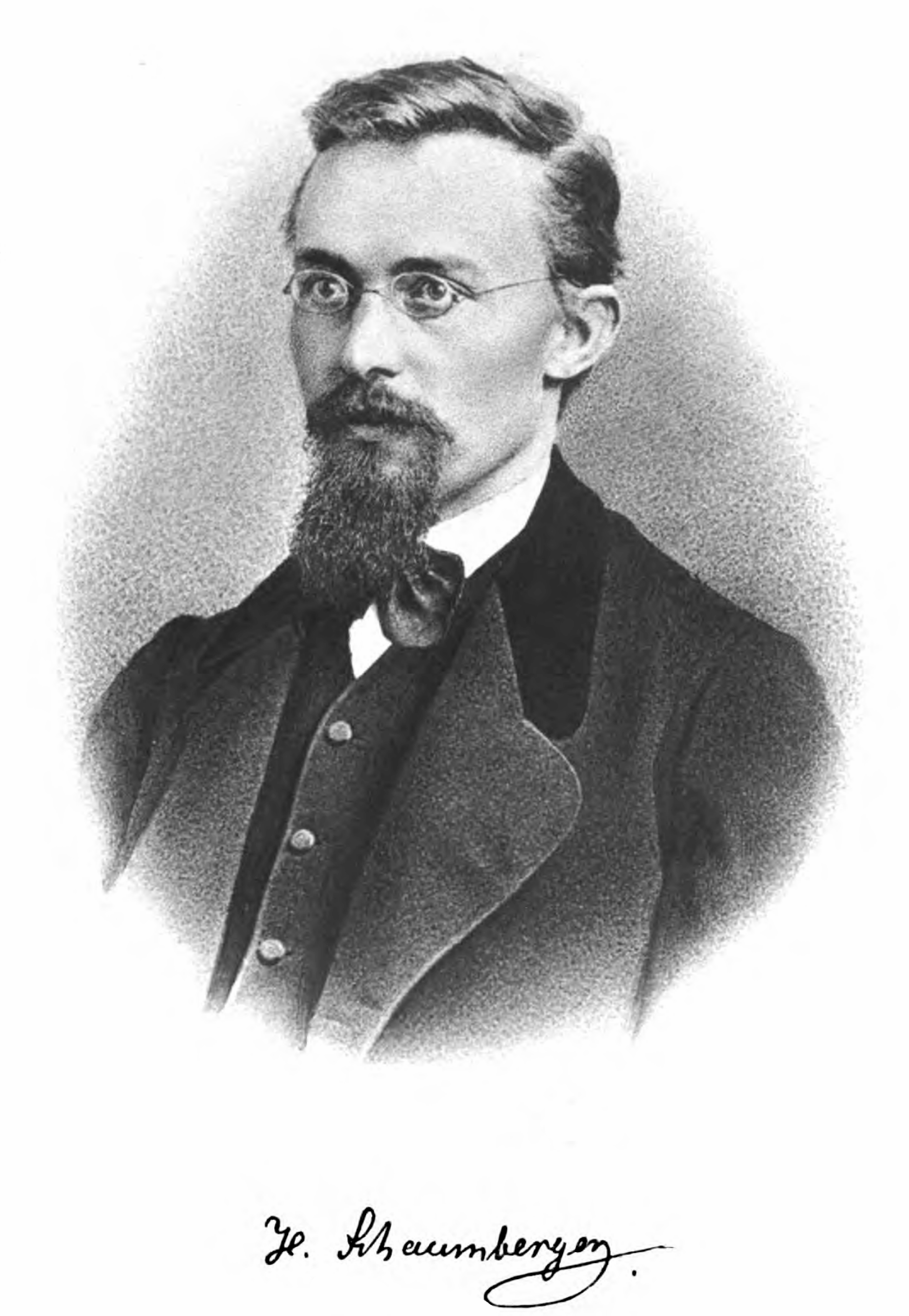
Heinrich Schaumberger

- Laurentius Albertus (1540–nach 1583; auch Lorenz Albrecht), Sprachwissenschaftler, Verfasser der ersten deutschen Grammatik
- Karl Arnold (1883–1953), Zeichner, Karikaturist und Maler, Mitarbeiter des Simplicissimus
- Max Oscar Arnold (1854–1938), Fabrikant und Politiker, Präsident des Coburger Landtags, MdR, MdL
- Erich Bagge (1912–1996), Atomphysiker
- Carl Bauer (1878–1954), Bauunternehmer
- Erich Beer (* 1946), Fußballnationalspieler
- Ernst Bergmann (1926–1984), Oberbürgermeister
- Helmut Braun (* 1948), Verleger, Herausgeber, Kurator, Filmproduzent, Literaturhistoriker und Publizist
- Ludwig Christian Crell (1671–1733), Philosoph
- Helmut Diez (* 1953), Unternehmer, Berater, Coach und Künstler
- Ernst Dorn (1889–1927), Maler
- Ernst Ehrlicher (1872–1951), Oberbürgermeister von Hildesheim
- Stefan Engel (* 1954), Kommunist, Parteivorsitzender der MLPD seit 1982
- Franz Faber (1919–2017), Jurist und Präsident des Oberlandesgerichts Bamberg
- Arno Fischer (1898–1982), Maschinenbautechniker und Politiker (NSDAP)
- Fred Fischer (* 13. Mai 1927), Physiker und ab 1968 ordentlicher Professor in Münster
- Franz Förster (1902–1985), Realschulkonrektor und Politiker (MdL)
- Johann Georg Anton Geuther (1833–1889), deutscher Chemiker
- Jürgen W. Heike (1949–2022), Politiker (CSU), MdL, Staatssekretär im bayerischen Innenministerium
- Helmuth Johnsen (1891–1947), evang. Bischof
- Artur Jung (* 1960), Journalist, Chefredakteur der Filmzeitschrift Cinema, geboren in Haarbrücken
- Ehrhard Kirchner (1866–1927), Politiker, Präsident der Landesversammlung des Freistaates Coburg
- Walter Knauer (1937–2013), Politiker (SPD), MdL, geboren in Thann
- Friedrich Knorr (1904–1978), Bibliothekar und Politiker (CSU), MdB
- Albert Koch (1921–1995), Politiker (SPD), MdL[42]
- Gustav Köhler (1884–1960), Bildhauer
- Johann Christoph Kohlhans (1604–1677), Philologe, Mathematiker und Kirchenlieddichter
- Werner Kratsch (1912–1993), Bibliothekar
- Wilhelm Krumbach (1937–2005), Musikforscher und Organist, Initiator der Orgelkonzertreihe an der Herbst-Orgel in Lahm/Itzgrund
- Bernhard Lauer (1867–1927), Politiker, Mitglied der Landesversammlung des Freistaates Coburg
- Julius Lien (1872–1962), Buchbinder und Heimatdichter
- Georg Simon Löhlein (1725–1781), Komponist, Pianist und Violinist, Verfasser einer bedeutenden Klavierschule
- Michael Martin (* 1959), evangelisch-lutherischer Theologe und Oberkirchenrat der Evangelisch-Lutherischen Kirche in Bayern
- Ludwig Meyer (1886–1957), Politiker, Oberbürgermeister der Stadt Coburg
- Edmund Moeller (1885–1958), Bildhauer, gestaltete das Nationaldenkmal von Peru
- Horst Müller (* 1945), Philosoph
- Johann Friedrich Müller (1771–1833), Mediziner, Geheimer Hofrat und Leibarzt
- Karl Philberth (* 1929), Theologe, Physiker und Sachbuchautor
- Franz Reißmann (1874–1961), Medailleur, Modelleur, Bildhauer, Maler und Zeichner
- Gustav Reißmann (1887–1954), Bildhauer, Gestalter der Ehrenmäler in Neustadt
- Hans Woldemar Schack (1878–1946), Jurist, Politiker und Botaniker
- Heinrich Schaumberger (1843–1874), Heimatschriftsteller
- Johann Paul Schulthesius (1748–1816), Komponist, geboren in Fechheim
- Otto Steiner (1917–1995), evang. Pfarrer
- Hans Süssenguth (1913–2002), Manager
- Wilhelm Paul Verpoorten (1721–1794), Pädagoge und lutherischer Theologe
- Johann Georg Witthauer (1750–1802), Komponist, Bearbeiter von Löhleins Klavierschule
- Heinz Wittig (1921–1991), Fußballspieler

### Persönlichkeiten, die vor Ort gewirkt haben
- Ernst Bauer (1921–1967), Maler und Graphiker
- Ludovica Hesekiel (1847–1889), Romanschriftstellerin

## Dialekt und Mundart
In Neustadt wird Itzgründisch, ein mainfränkischer Dialekt, gesprochen. Die Bewohner selbst bezeichnen ihre Mundart als „Neustadterisch“.